# Karl Mylius (Mediziner)
Karl Mylius (* 22. November 1896 in Goslar; † 10. Januar 1991 in Hamburg) war ein deutscher Augenarzt und Hochschullehrer an der Universität Hamburg.

## Leben
Mylius legte 1914 das Notabitur in Goslar ab und diente im Ersten Weltkrieg bis 1918. Dann studierte er Medizin in Marburg, Göttingen und Hamburg. Mylius schloss sich der Marburger Burschenschaft Germania an, der er bis zu seinem Tod angehören sollte. 1922 promovierte er in Hamburg und arbeitete bis 1923 am Hamburger Hafenkrankenhaus. Ab 1923 setzte er seine Ausbildung fort in der Augenklinik des Allgemeinen Krankenhauses Hamburg-Eppendorf. 1928 wurde er habilitiert. Mylius war Mitglied des Stahlhelms. 1931 wurde er leitender Oberarzt im Allgemeinen Krankenhaus Barmbek, 1934 wurde er zum nichtbeamteten außerordentlichen Professor ernannt. Im November 1933 unterzeichnete er das Bekenntnis der deutschen Professoren zu Adolf Hitler. April 1934 trat er der SA bei. Er war Mitglied im NS-Dozentenbund, am 27. Mai 1937 beantragte er die Aufnahme in die NSDAP und wurde rückwirkend zum 1. Mai desselben Jahres aufgenommen (Mitgliedsnummer 4.957.899).
Nach 1945 war Mylius Chefarzt der Hamburger St. Georg-Augenklinik. 1968/69 war Mylius Präsident der Deutschen Ophthalmologischen Gesellschaft.
Das Heerfordt-Mylius-Syndrom ist nach ihm benannt.
Karl Mylius verstarb im hohen Alter von 94 Jahren in Hamburg und wurde auf dem dortigen Friedhof Ohlsdorf beigesetzt. Die Familiengrabstätte befindet sich im Planquadrat AC 35, westlich von Kapelle 9.

## Schriften
- Rheumatismus und Auge, Dresden 1942